# Mrk
Mŕk je pojav, pri katerem se eno astronomsko telo premakne v senco drugega.
Izraz največkrat uporabljamo bodisi za Sončev, bodisi za Lunin mrk. Sončev mrk je redek pojav, zgodi se dvakrat na leto, trenutno v obdobju od februarja do aprila ter med avgustom in oktobrom.
Sončev mrk je redek pojav, ker je Lunina orbita glede na Zemljino orbito nagnjena za okoli pet stopinj, je za nastop Sončevega mrka potreben še en pogoj: Luna se mora nahajati v ravnini Zemljine orbite. To močno zmanjšuje verjetnost nastopa Sončevih mrkov.
Popoln Sončev mrk nastane, ko Luna zakrije celotno Sončevo ploskev, delni Sončev mrk pa je zakrit le del Sončeve ploskve.
Lunin mrk: nastane, ko so Sonce, Luna in Zemlja v ravni črti in je Zemlja na sredini.